# Unicorn Table
Unicorn Table es una banda japonesa creada en 2001 por la cantante japonesa Salia y el guitarrista Shin-go como una propuesta de j-pop. La banda es conocida por su participación en varias series de anime.
Influenciada por instrumentos electrónicos y baterías que se utilizan en el rock alternativoi. Su álbum debut es "uncountable", un disco lanzado tanto en Japón como en Estados Unidos. 
El nombre de la banda Unicorn Table nació de la derivación de la palabra Uncountable, idea de la vocalista Salia.
Unicorn Table también es conocido por "Fly Away", opening de la serie Jinki:Extend, y las canciones "Closer", "Distante Love", "Infinity" e "Amai Yume", del anime School Rumble.Unicorn Table es producto de dos exponentes de la música japonesa: Salia e Shin—go. Salia famosa en j-pop por cantar temas para los animes Cutie Honey, Vandread e o tokusatsu Hyakujū Sentai Gaoranger. También forma parte del grupo The Funny Stones antes de ser una de las integrantes de Unicorn Table.
Shin-go es productor, compositor y guitarrista, ha participado en bandas sonoras de animes como Casshern, Solty Rei e Pumpkin Scissors. El álbum "uncountable" de Unicorn Table fue lanzado en el 2005 en Estados Unidos por TenBu Productions.
Unicorn Table ha participas en varios festivales japoneses, Tora-Con, en Rochester Estados Unidos y también en Festival de Anime de Nueva York.

## Discografía

### Singles
- JINKI AOBAN (Lanzado el 22 de diciembre de 2004)

1. Sora ソラ - Letra: Salia; Música: Shin-Go y Salia; Arreglos: Unicorn Table
2. To Be Free - Letra: Salia; música: Shin-Go y Salia; arranjos: Unicorn Table
3. Sora ソラ (OFF VOCAL VERSION) - Letra: Salia; Música: Shin-Go y Salia; Arreglos: Unicorn Table
4. To Be Free (OFF VOCAL VERSION) - Letra: Salia; Música: Shin-Go e Salia; Arreglos: Unicorn Table

- Fly Away (Lanzado 26 de enero de 2005)

1. Fly Away - (Opening del anime: "Jinki:Extend") Letra: Salia; Música e Arreglos: Unicorn Table
2. EARTH - Letra y Música: Salia; Arreglos: Unicorn Table
3. Fly Away (Off Vocal Version)
4. EARTH (Off Vocal Version)

### Álbumes
- 2005 - uncountable (Lançado em abril de 2005)

1. TO BE FREE (Anime: "Jinki:Extend") - Letra: Salia; Arreglos: unicorn table
2. Closer (Anime: "School Rumble") - Letra: Salia; Música: shin-go; Arreglos: Unicorn Table
3. FLY AWAY (Album Version)
4. Distant Love (Anime: "School Rumble") - Letra y música: Salia; Arreglos: Unicorn Table
5. Amai Yume (Anime: "School Rumble") - Letras y Música: Salia; Arreglos: Unicorn Table
6. Infinity (Anime: "School Rumble") - Letra: Salia; Música: shin-go; Arreglos： Unicorn Table
7. TV babies - Letra: Salia; Música e Arreglos; Unicorn Table
8. EARTH
9. RAIN - Letra: Salia; Música y Arreglos; Unicorn Table
10. Sora ソラ (Anime: "School Rumble") - Letra: Salia; Música e Arreglos: Unicorn Table

### Participaciones especiales en otros proyectos
- Rango 1: Shine Forever y Rango 2: Issho da ne - Ambos forman parte del álbum "Tamagoro Mix" do TAMAGO
- Rango 1. Letra, Música y Arreglos de música Smile de la cantante Ryoko Shiraishi del álbum "R".